# Tímea Szabóová
Tímea Szabóová (* 18. února 1976 Budapešť) je maďarská novinářka a politička, poslankyně Zemského shromáždění, v letech 2010 až 2013 místopředsedkyně parlamentní politické frakce hnutí Politika může být jiná (LMP), od roku 2013 spolupředsedkyně zeleného hnutí Dialog za Maďarsko (PM).

## Biografie
Studovala na Szegedi Tudományegyetem v Segedínu, poté na Harvard Law School na Harvardově univerzitě v USA.
V roce 2003 se vrátila do Maďarska a pracovala pro Maďarský helsinský výbor. V roce 2008 byla jedním ze zakladatelů nového zeleného politického hnutí s názvem Politika může být jiná.
Ve volbách do Evropského parlamentu v roce 2009 neúspěšně kandidovala na 1. místě za koalici LMP—HP. V parlamentních volbách 2010 kandidovala na 6. místě celostátní kandidátní listiny LMP a byla zvolena poslankyní. V roce 2013 hnutí LMP opustila a stala se nezávislou poslankyní. Společně s Benedekem Jávorem a Gergelym Karácsonym založila nové zelené hnutí Dialog za Maďarsko, jehož se stala spolupředsedkyní. V parlamentních volbách 2014 kandidovala na 5. místě celostátní kandidátní listiny aliance Összefogás, která se skládala z pěti levicových a zelených politických stran. Byla zvolena poslankyní, jedinou za hnutí Dialog za Maďarsko.
V roce 2016 v parlamentu (společně s Gáborem Fodorem, Péterem Kónyou, Szabolcsem Szabóem a Zsuzsannou Szelényi) hlasovala proti uspořádání tzv. referenda o přesídlovacích kvótách, které se nakonec konalo 2. října 2016.

## Soukromý život
Je rozvedená, má jednoho syna Gergőa. Její exmanžel Gábor Hunyadi je delegátem za Jobbik u Zemského volebního úřadu (Nemzeti Választási Bizottság).